# Nina Poznanskaja
Nina Vasil'evna Poznanskaja (in russo Нина Васильевна Познанская?; Leningrado, 15 settembre 1932) è un'ex cestista sovietica.

## Carriera
Con l'Unione Sovietica ha disputato quattro edizioni dei Campionati mondiali (1957, 1959, 1964, 1967) e cinque dei Campionati europei (1956, 1960, 1962, 1964, 1966).